# Heliotropium perrieri
Heliotropium perrieri är en strävbladig växtart som beskrevs av J.S.Mill. Heliotropium perrieri ingår i Heliotropsläktet som ingår i familjen strävbladiga växter. Inga underarter finns listade i Catalogue of Life.